# Yorkton
Yorkton es una ciudad canadiense situada en la provincia de Saskatchewan.

## Superficie
Yorkton tiene una superficie de 36,19 km².

## Demografía
En 2021, tenía 16 280 habitantes, una densidad poblacional de 449,8 hab./km², y 7529 viviendas.